# Orbit
Orbit és una marca de xiclets sense sucre de l'empresa Wrigley, que els creà per primer cop l'any 1944 als Estats Units. L'any 2007, la marca aconseguí el segell d'aprovació de l'Associació Americana d'Odontologia i l'aprovació de l'Associació Índia d'Odontologia per la seva capacitat per millorar la salut oral.